# Szatmári-Tiszahát

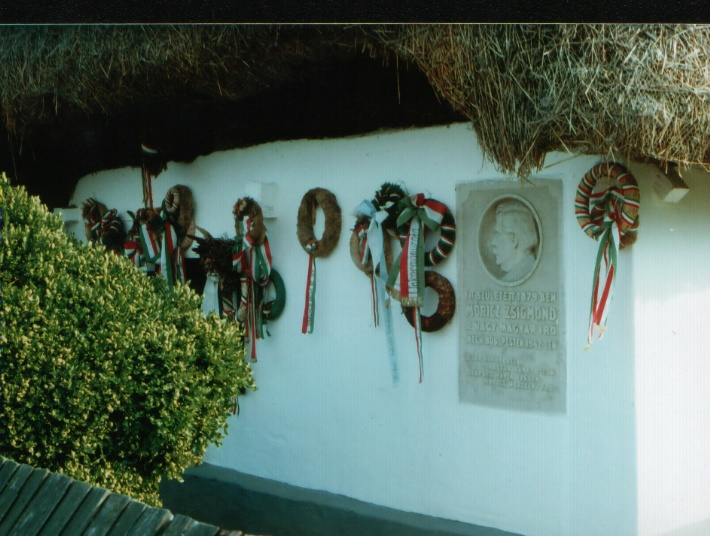
Tiszacsécse, Móricz Zsigmond szülőháza

A Szatmári-Tiszahát a Tisza bal partjának Tiszabecstől Záhonyig terjedő szakasza.

## Földrajza
A Tiszahát a holocén mederváltozásai, üledékfelhalmozásai által alakult ki a Tisza árvizeinek ismételt hordalékterítései nyomán, 1- 3,5 m magas folyóhátak formájában.
Ez a viszonylag magasabb hátság különösen fontos volt az ember megtelepedésében, a hátakon épültek fel ugyanis a települések, és itt vált lehetővé a szántóföldi gazdálkodás is, míg a folyóhátat megszakító természetes, ritkábban mesterséges "fokok" vezették le a folyók árvizeit az ártéri síkság alacsonyabb területeire.

## Leírása
A Szatmári-Tiszahát magyarországi területe a Tisza bal partja mentén, Tiszabecstől Záhonyig terjed. A terület Tiszabecs és Szatmárcseke közötti szakaszán a Tisza határfolyó, melynek csak a bal oldala magyar terület.
A Tiszahátnak a Tiszától jobbra eső része a trianoni békeszerződés óta a mai Ukrajna területére esik.
A területen déli irányban a Túr mentén települt falvak sorakoznak, ezek alkotják a Túrhátat: Nagyar, Túristvándi, Kölcse, Sonkád, Kishódos, Túrterebes (Románia) falvakkal. Ezek közvetlen, északi szomszédságában fekszik az úgynevezett Paládok falucsoport: Kispalád, Botpalád, Nagypalád (ma Ukrajnában).

## Néprajza
A terület helyi néprajzi tanulmányai, monográfiái megemlékeznek a környék egy-egy településének néprajzi érdekességéről, mint például Szatmárcseke környékének református temetőiben található jellegzetes csónak alakú fejfákról, vagy a Tiszahát falvaiban feljegyzett történeti mondákról, melyek közül sok a Rákóczi-szabadságharccal kapcsolatos. Ugyancsak ismertek a szatmári farsangi népszokások is.

## Források

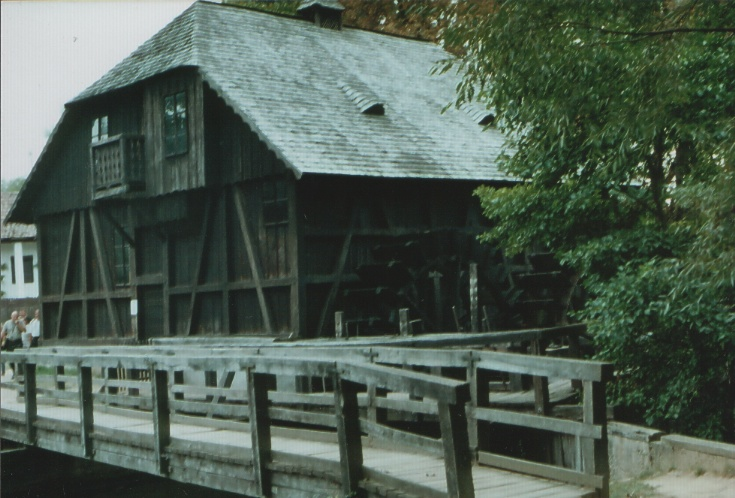
Túristvándi, vízimalom

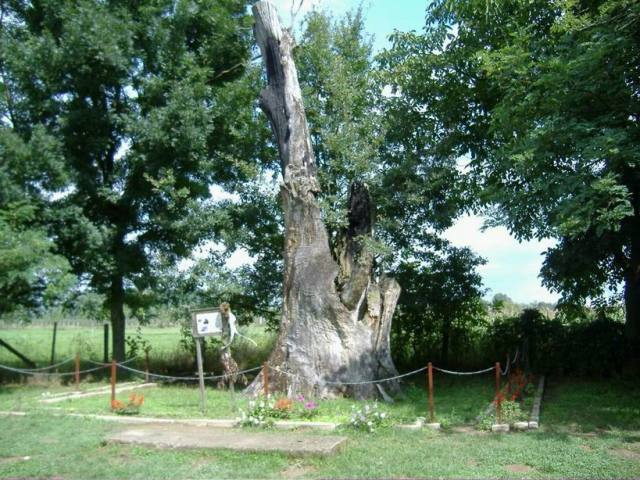
Nagyar, Petőfi fa. Ez alatt írta a költő a Tisza című versét

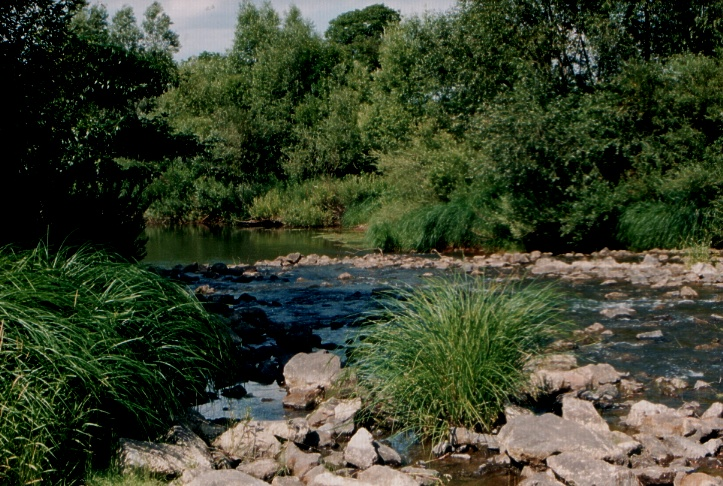
A Túr Sonkádnál

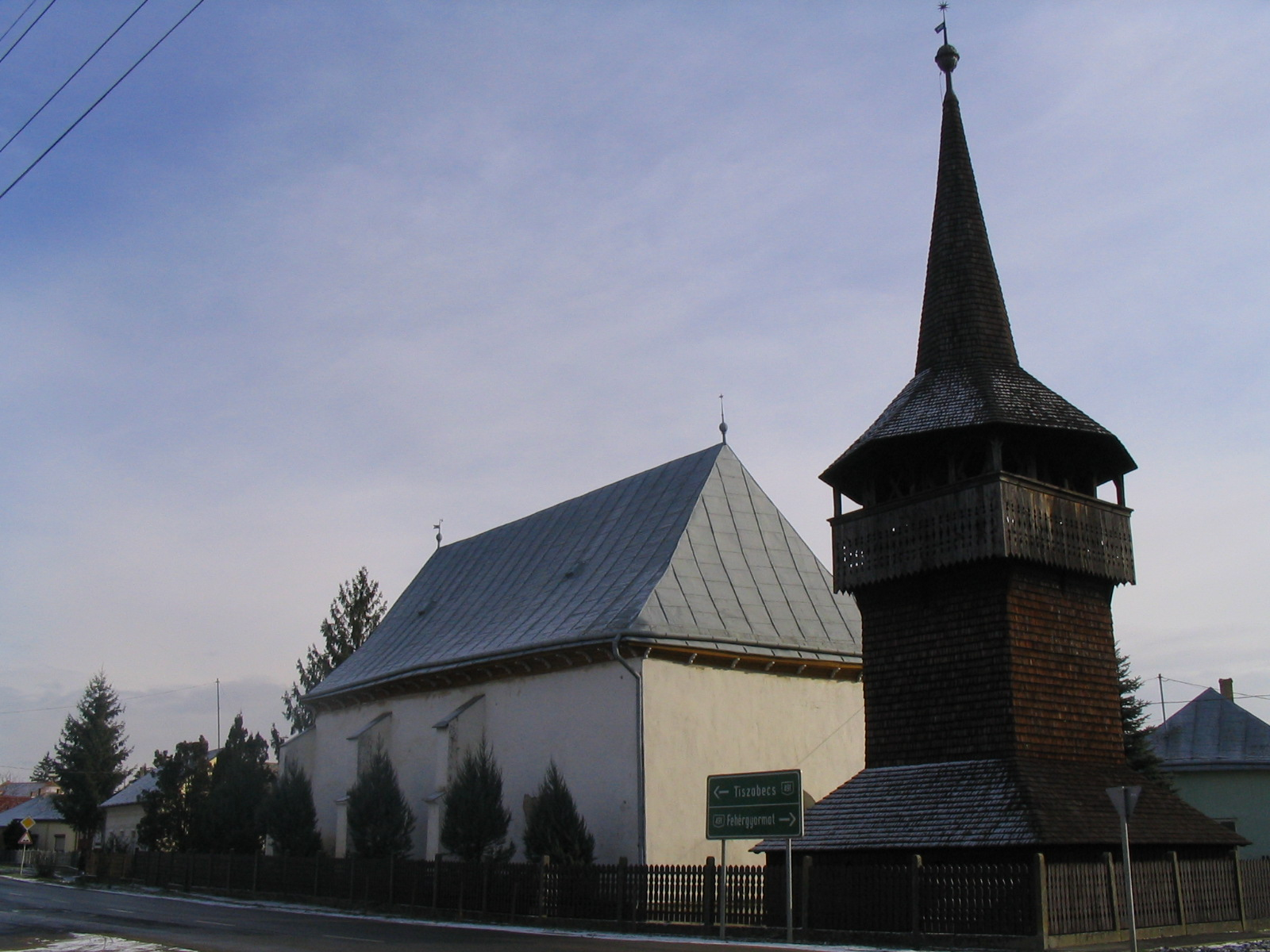
Kölcse, fa harangtorony

## A Tiszahát nevezetesebb települései

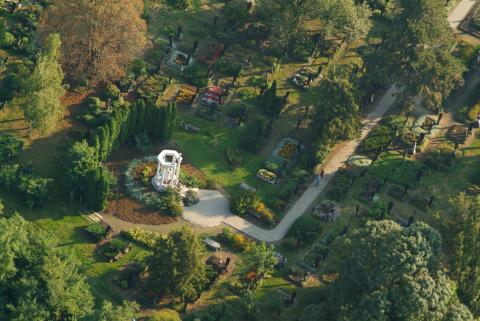
Szatmárcseke, Kölcsey Ferenc síremléke a kopjafás temetőben. Légifotó

### Magyarországon
- Kölcse
- Tiszakóród
- Sonkád
- Tiszacsécse
- Szatmárcseke
- Túristvándi
- Nagyar